# Charles Wake Norman
Charles Wake Norman, britanski general, * 1891, † 1974.
Velja za enega najbolj uspešnih britanskih tankovskih poveljnikov druge svetovne vojne. Med vojno je bil tako sprva inšpektor Kraljevega oklepnega korpusa, nato pa je bil poveljnik 1. oklepne izvidniške brigade (1940), 27. oklepne brigade (1940-1), 8. (1941-2) in 10. oklepne divizije (1942-3). Vojno je končal kot poveljnik oklepnih bojnih vozil pri Bližnjevzhodnem poveljstvu.